# Najas
Najas L., 1753 è un genere di piante acquatiche della famiglia Hydrocharitaceae, diffuse sia nelle regioni temperate che tropicali.

## Tassonomia
Secondo la classificazione tradizionale (Sistema Cronquist, 1981), il genere apparteneva alla famiglia monotipica delle Najadaceae, ordine Najadales.
La classificazione filogenetica (APG) colloca il genere nella famiglia Hydrocharitaceae, ordine Alismatales.
Il genere include le seguenti specie:
- Najas affinis Rendle
- Najas ancistrocarpa A.Braun ex Magnus
- Najas arguta Kunth
- Najas australis Bory ex Rendle
- Najas baldwinii Horn
- Najas brevistyla Rendle
- Najas browniana Rendle
- Najas canadensis Michx.
- Najas chinensis N.Z.Wang
- Najas conferta (A.Braun) A.Braun
- Najas filifolia R.R.Haynes
- Najas flexilis (Willd.) Rostk. & W.L.E.Schmidt
- Najas gracillima (A.Braun ex Engelm.) Magnus
- Najas graminea Delile
- Najas grossareolata L.Triest
- Najas guadalupensis (Spreng.) Magnus
- Najas hagerupii Horn
- Najas halophila L.Triest
- Najas heteromorpha Griff. ex Voigt
- Najas horrida A.Braun ex Magnus
- Najas indica (Willd.) Cham.
- Najas kurziana Rendle
- Najas madagascariensis Rendle
- Najas malesiana W.J.de Wilde
- Najas marina L.
- Najas minor All.
- Najas oguraensis Miki
- Najas pectinata (Parl.) Magnus
- Najas pseudogracillima L.Triest
- Najas rigida Griff.
- Najas schweinfurthii Magnus
- Najas tenuicaulis Miki
- Najas tenuifolia R.Br.
- Najas tenuis Magnus
- Najas tenuissima (A.Braun ex Magnus) Magnus
- Najas testui Rendle
- Najas welwitschii Rendle
- Najas wrightiana A.Braun